# Ordensburg Lauenburg
Burg Lauenburg ist eine auf eine Ordensburg zurückgehende Burg in Lębork, Woiwodschaft Pommern, die um die Mitte des 14. Jahrhunderts vom Deutschen Orden erbaut wurde.
Die Burg wurde auf einem rechteckigen Grundriss ohne Hof angelegt. Lauenburg schloss sich 1410 dem Preußischen Städtebund ab und erhob sich im Preußischen Städtekriegs gegen den Deutschen Orden. Daraufhin wurde die Burg von Danziger Truppen besetzt, aber schon 1455 vom pommerschen Herzog Erich II. übernommen. Erich II. hatte sich auf die Seite Polens gestellt und dafür von König Kasimir IV. Lauenburg und Bütow zu Lehen „to guder verwaringe“ erhalten. Im Zweiten Frieden von Thorn verzichtete der Orden auf Lauenburg. De jure gehörte Lauenburg-Bütow damit zu Königlich Preußen. Allerdings blieb die rechtliche Frage unsicher, ob es sich bei Lauenburg-Bütow um ein Treuhandverhältnis oder um einen Pfandbesitz handelte. Seit 1657 war die Burg wieder in deutschem Besitz.
Von der ursprünglichen Ordensburg hat sich der östliche Giebel, ein Teil der Keller, die Schlossmühle und ein Fragment der Umfassungsmauer erhalten. Derzeit ist die Burg der Sitz des Bezirksgerichts.